# هاياتو هاشيموتو
هاياتو هاشيموتو (باليابانية: 橋本 早十) (15 سبتمبر 1981 في فوكوي في اليابان – )؛ هو لاعب كرة قدم ياباني سابق كان يلعب كلاعب وسط.

## وصلات خارجية
- هاياتو هاشيموتو على موقع رابطة كرة القدم اليابانية للمحترفين (اليابانية)
- هاياتو هاشيموتو على موقع قاعدة بيانات كرة القدم.إي يو (الإنجليزية)
- هاياتو هاشيموتو على موقع Soccerway.com (الإنجليزية)
- هاياتو هاشيموتو على موقع عالم كرة القدم.نت (الإنجليزية)
- هاياتو هاشيموتو على موقع كووورة